# Vevy
Vevy – miejscowość i gmina we Francji, w regionie Burgundia-Franche-Comté, w departamencie Jura.
Według danych na rok 1990 gminę zamieszkiwały 234 osoby, a gęstość zaludnienia wynosiła 24 osoby/km² (wśród 1786 gmin Franche-Comté Vevy plasuje się na 513. miejscu pod względem liczby ludności, natomiast pod względem powierzchni na miejscu 451.).